# Косо-Терек
Косо-Терек (кирг. Көсө-Терек) — село в Базар-Коргонском районе Джалал-Абадской области Кыргызстана. Входит в состав Кызыл-Ункюрского айылного аймака.

## География
Село расположено в юго-восточной части области, к востоку от реки Кара-Ункюр, на расстоянии приблизительно 43 километров (по прямой) к северо-востоку от города Базар-Коргон, административного центра района.

## Население
Согласно оценочным данным Национального статистического комитета Кыргызской Республики, численность населения села на начало 2023 года составляла 1711 человек.
| год     | 2009 | 2014 | 2015 | 2020 | 2021 | 2023 |
| ------- | ---- | ---- | ---- | ---- | ---- | ---- |
| человек | 1132 | 1375 | 1430 | 1648 | 1683 | 1711 |